# 황도

공전하는 지구에서 보는 태양은 항성을 기준으로 이동하는 것처럼 보이며, 황도는 천구에서 이 과정을 통해 태양이 지나는 경로이다. 이 과정은 1 태양년을 주기로 반복된다.

황도(黃道, ecliptic)는 지구에서 보기에 태양이 하늘을 1년에 걸쳐 이동하는 경로로, 황도좌표계의 기준이다. 지구는 태양을 중심으로 공전하므로 황도면은 지구의 공전면과 공면점 관계이다. 지구 표면에서는 일출과 일몰 등 태양의 일주 운동이 존재하여 배경 항성에 대한 움직임을 가리기 때문에, 황도를 일반 관측자가 알아채기는 쉽지 않다.

## 태양의 겉보기 운동
지구의 궤도는 실제로 지구와 달의 질량중심이 기준이 되기 때문에, 태양의 겉보기 경로는 달의 공전 주기인 1달을 주기로 살짝 흔들리게 된다. 또한 태양계의 다른 행성들이 섭동을 가하기 때문에, 복잡한 방법으로 변화한다. 황도는 결과적으로 1년 간 태양이 겉보기에 운동한 경로를 기록한 모습이 된다.
지구의 공전 주기는 1년이므로 태양이 황도 한 바퀴를 완주하는 데는 같은 시간이 걸린다. 1년의 길이는 365일이 약간 넘기 때문에, 태양은 매일 동쪽으로 약 1°씩 움직이는 것으로 단순화할 수 있다. 하지만 실제 지구의 궤도는 원형이 아니기 때문에 위치에 따라 태양이 움직이는 속도가 달라진다. 대표적으로, 태양은 천구적도 북쪽에서 185일 동안 머무르는 반면, 남쪽에서는 180일밖에 머무르지 않는다. 지구의 공전 속도 차이는 균시차에 표함되어 있다.

## 천구적도와의 관계

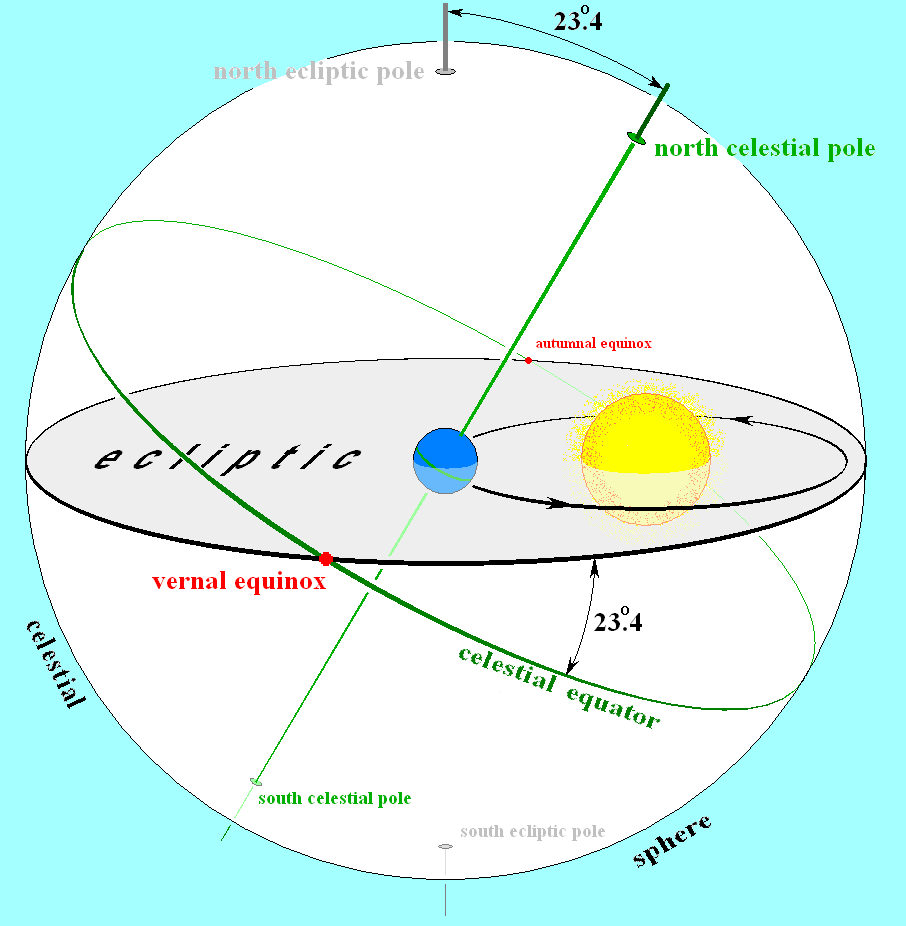
지구의 궤도를 확장한 평면은 황도면이 된다. 이 도표에서는 천구상에 회색으로 투영되어 있으며, 지구의 적도와 자전축 또한 표시되어 있다. 황도면과 천구는 한 대원을 교선으로 만나는데, 이 선이 황도이다. 황도와 천구적도가 만나는 두 점이 춘분점과 추분점이 된다.

지구의 자전축은 공전면과 수직이 아니기 때문에, 지구의 적도면은 황도면과 23.4°가량 기울어져 있으며, 이 수치를 황도 경사라고 한다. 천구적도는 황도와 두 점에서 만나는데, 이 점이 분점이 된다. 태양은 천구적도를 한 번은 남쪽에서 북쪽으로, 한 번은 북쪽에서 남쪽으로 통과하는데, 남쪽에서 북쪽으로 가는 점이 춘분점이며, 북쪽에서 남쪽으로 가는 점이 추분점이다.
지구의 자전축은 약 26,000년을 주기로 황도의 극을 도는데, 이 현상을 자전축의 세차운동이라고 하며 주로 태양과 달의 중력적 영향으로 인해 발생한다. 태양과 달 및 다른 행성들의 섭동 효과를 모두 합하면, 분점의 위치는 1년에 0.014°씩 움직인다.
달과 태양의 (겉보기) 움직임에 따라 지구의 자전축에 짧은 주기의 진동이 가해지는데, 이를 장동이라 한다. 이로 인해 실제 분점의 위치를 정밀하게 계산할 때는 분점의 위치가 주기성도 띄게 된다.

## 황도 경사
황도 경사는 지구의 적도와 황도가 이루는 각을 말하며, 현재의 값은 약 23.4°이며 섭동으로 인해 100년당 0.013°씩 감소하고 있다. 황도 경사의 값은 지구와 태양계 천체의 운동을 정밀히 관측한 결과로부터 유도하여 계산한다. 황도 경사의 값을 계산할 때는 단순화를 위해 장동 효과를 고려하지 않는 경우가 많으며, 밑의 식 모두 장동을 고려하지 않은 단순화이다. 또한, 계산 식은 앞뒤 몇 세기만을 정밀하게 계산하기 위한 용도로 설계된다.

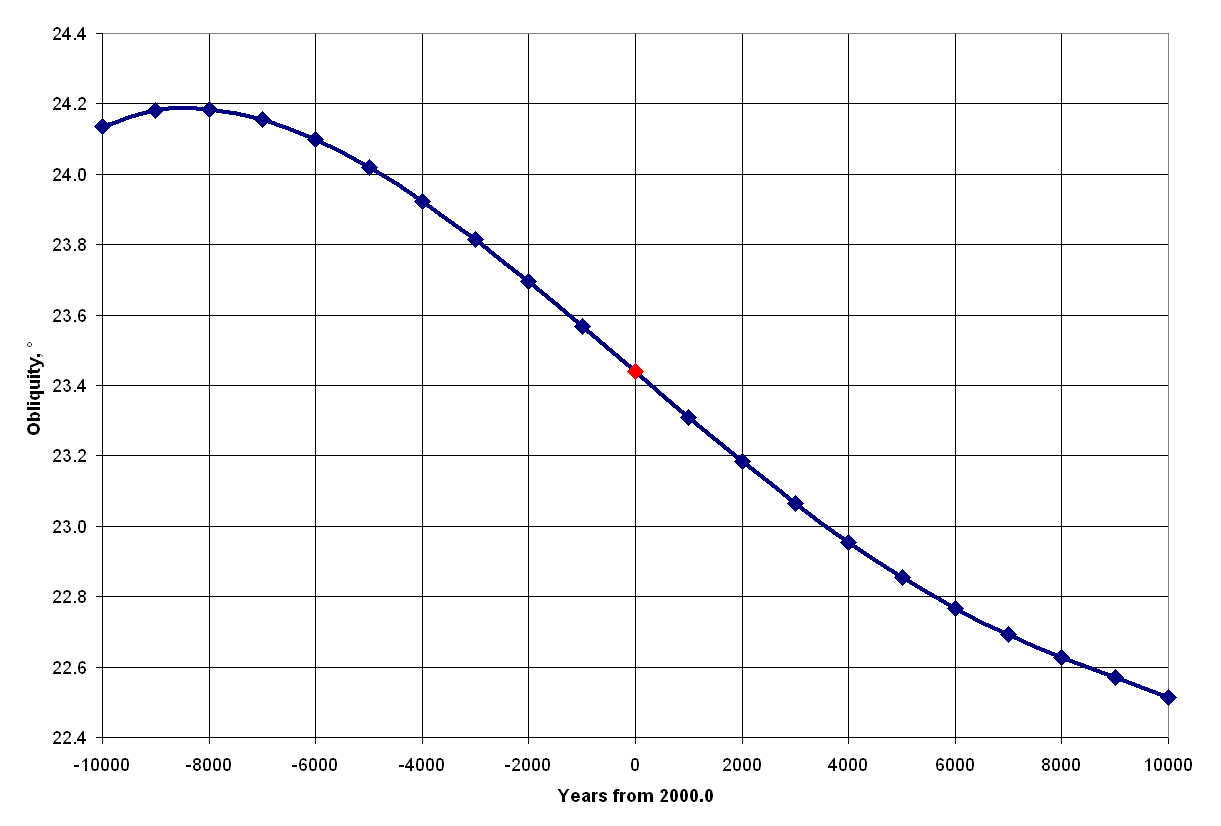
20,000년 간의 황도 경사를 나타낸 도표로, 빨간 점은 서기 2000년을 나타낸다.

1983년까지 황도 경사는 사이먼 뉴컴의 연구 결과를 토대로 계산하였다.
ε = 23° 27′ 08″.26 − 46″.845 T − 0″.0059 T2 + 0″.00181 T3
ε은 황도 경사이며 T는 B1900.0 역기점부터 지난 태양 세기이다.
1984년부터는 제트추진연구소에서 개발한 역기점을 사용해, 다음의 식으로 계산하였다.
ε = 23° 26′ 21″.45 − 46″.815 T − 0″.0006 T2 + 0″.00181 T3
여기서의 T는 J2000.0 역기점부터 지난 율리우스 세기이다.
제트추진연구소의 천체력은 현재까지도 계속 갱신되고 있다. 2010년에는 다음의 식으로서 정의하였다.
ε = 23° 26′ 21″.406 − 46″.836769 T − 0″.0001831 T2 + 0″.00200340 T3 − 0″.576×10−6 T4 − 4″.34×10−8 T5

## 태양계의 평면
| | |                                                                                            |
| 황도면을 위와 옆에서 바라본 모습으로, 행성 수성, 금성, 지구, 화성이 표시되어 있다. 대체로 행성은 지구의 공전면인 황도면과 매우 가까이 위치해 있다. | 황도면을 위와 옆에서 바라본 모습으로, 행성 수성, 금성, 지구, 화성이 표시되어 있다. 대체로 행성은 지구의 공전면인 황도면과 매우 가까이 위치해 있다. | 2010년 7월 행성 4개가 일렬로 정렬한 모습으로, 행성이 모두 황도에 가깝게 공전함을 보여준다. |

태양계 천체 대부분은 공전면이 거의 같은데, 이는 태양계가 원시 행성계 원반에서 함께 형성되었기 때문으로 여겨진다. 태양계 천체의 공통된 공전면에 가장 가까운 것은 태양계의 불변면으로, 황도면은 불변면과 1°  정도의 각도를 이루고 있다. 행성은 모두 불변면에서 6° 이내에 위치하므로, 하늘에서 황도에 가까이 위치하는 것처럼 보인다.
불변면은 태양계 전체 각운동량으로 정의되며, 목성이 전체의 60% 이상을 차지한다. 태양계 전체 각운동량을 측정하기 위해서는 태양계 천체 모두의 궤도를 정밀히 측정해야 하므로, 오차가 존재할 수밖에 없으며, 태양의 움직임으로 정의되는 황도는 상대적으로 정밀도가 높기 때문에, 편의성을 위해 태양계의 기준면으로 황도면을 사용할 때가 많다. 유일한 단점은 황도가 시간이 지남에 따라 이동한다는 것이다.

## 천구의 기준면

천구의 내부에서 본, 황도(빨강)를 따른 태양의 겉보기 운동의 모습으로, 천구적도(파랑)은 태양이 이동함에 따라 흔들리는 것으로 보인다.

천구좌표계에서 주로 사용되는 두 좌표계인 적도좌표계와 황도좌표계의 기준면은 각각 천구적도와 황도인데, 세차 운동으로 인해 황도는 움직이지만 천구적도가 움직이는 정도보다 1/100밖에 되지 않는다. 태양계의 천체 대부분은 황도와 가까이 위치하기 때문에, 태양계 천체의 좌표를 나타낼 때는 황도좌표계가 유리하다.

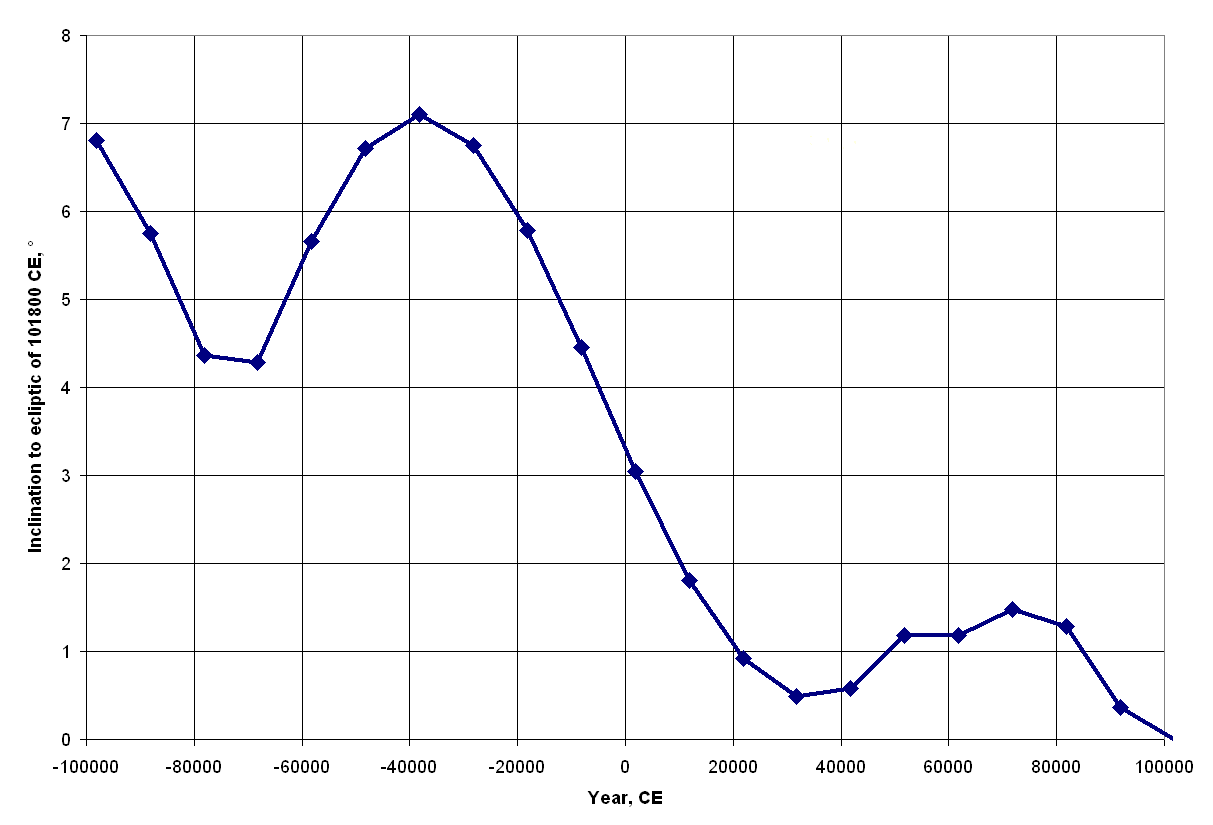
20만 년 간의 황도 경사를 나타낸 도표로, 천구적도는 황도 주변을 몇 바퀴 돈 데 반해 황도 자체는 7° 정도밖에 회전하지 않았다. 황도는 천구적도에 비해 안정한 기준면이다.

분점의 세차 운동으로 인해 황도가 이동하기 때문에, 황도좌표계로 좌표를 나타낼 때는 특정 시점의 분점으로 위치를 정밀하게 결정해줄 필요가 있다. 이를 역기점이라 한다.

## 식
달의 궤도는 황도에서 5.145° 떨어져 있고 태양은 항상 황도에 있기 때문에, 식은 항상 황도 근방에서 일어난다. 황도와 이루는 각이 0°가 아니기 때문에 식은 모든 합이나 충에서 일어나지 않고, 달이 승교점이나 강교점 근처에 있을 때만 일어난다.

## 분점과 지점
|        | 황도좌표계 | 적도좌표계 |
| 황경   | 적경       |            |
| 춘분점 | 0°         | 0h         |
| 하지점 | 90°        | 6h         |
| 추분점 | 180°       | 12h        |
| 동지점 | 270°       | 18h        |

분점과 지점은 태양의 황도좌표계 경도가 0°, 90°, 180°, 270°일 때이다. 지구의 섭동 및 달력의 오차로 인해, 날짜는 고정되어 있지 않다.

## 별자리

별자리 상에서 황도가 지나가는 모습.

현재 황도는 다음 별자리를 지나간다.
- 물고기
- 양
- 황소
- 쌍둥이
- 게
- 사자
- 처녀
- 천칭
- 전갈
- 궁수
- 염소
- 물병

## 점성술
황도는 태양, 달, 기타 행성이 움직이는 20° 정도의 띠인 황도대의 중앙을 이룬다. 전통적으로 이 지역은 경도 30°씩 12개의 별자리로 나뉘어 하나당 태양의 1달 동안의 움직임을 나타내며, 과거에는 황도를 가로지르는 12개의 별자리를 각각 상징하였다.
현대에 사용하는 용어에도 점성술의 흔적이 남아있다. 대표적으로 영어의 춘분점(First Point of Aries)은 과거 춘분점이 양자리(Aries)에 있어서 붙여진 이름으로, 현재는 세차 운동으로 물고기자리로 옮겨갔다.

## 같이 보기
- 태양계의 형성과 진화
- 불변면
- 원시 행성계 원반
- 천구좌표계
- 황도 12궁 (황도 상의 12개의 별자리)
- 24절기 (황도 상의 24개의 점 (황경 0° 부터 15° 간격으로 나눔))
- 춘분점 (또는 춘분)
- 하지점 (또는 하지)
- 추분점 (또는 추분)
- 동지점 (또는 동지)